# Пад Јерусалима (1187)
Пад Јерусалима се десио 2. октобра 1187. године након опсаде која је трајала од 20. септембра до 2. октобра 1187. Балијан I Ибелин је предао Јерусалим Саладину, који је дозволио грађанима да напусте град откупнином. Они који нису могли да плате свој откуп су на крају продати у ропство. Поразом у Јерусалиму је почео крај Краљевине Јерусалим. Европа је одговорила на овај пораз 1189, почетком Трећег крсташког рата, који су предводили Ричард I Лавље Срце, Филип II Август и Фридрих I Барбароса.

## Позадина
Док су крсташке државице биле у опадању, насупрот њих је расла снага и моћ муслиманског света. Средином друге половине XII века дошло је до стварања јаке и велике државе, која је обухватала Египат, Месопотамију и већи део Сирије. На челу ове државе стајао је Јусуф Салах-ад-дин, познат и као Саладин.
Саладин је све своје снаге усмерио на уништење франачких поседа на Истоку. Из године у годину је пустошио њихове поседе, а то је у ствари била само предигра велике офанзиве.

## Битка код Хатина
До битке код Хатина је дошло 5. јула 1187. близу Галилејског језера. Ово је једна од највећих битака у којој су се сукобили крсташи и муслимани. Слабо вођени и несложни крсташи су заузели положаје у деловима где није било воде, док је Саладинова војска била у много бољем положају. Жеђ је мучила крсташе.
Рано ујутру почели су напади на крсташе. Напади су били жестоки, а крсташка војска је само делимично успела да се пробије. Већина је остала опкољена. када је коначно пао и црвени шатор јерусалимског краља, који је био постављен на највишем врху и битка се завршила.

## Пад Јерусалима
После победе код Хатина остао је Јерусалим сасвим одсечен. Опкољавање Јерусалима је отпочело је 20. септембра. Шест дана касније Саладин је наредио да појачају притисак и припреме се за коначан напад. Увидевши да ће тешко одбарнити град, Балијан је отишао на преговоре код султана. Султан у почетку није желео да пристане на преговоре, јер се заклео да ће град заузети мачем. Арапски извори овако описују обраћање Балијана:
| „ | О султане сети се да је у овоме граду тушта и тма људи којима само Бог знаде броја. Оклевају наставити бој, јер се надају да ћеш им поштедети живот као што си толиким другима поштедео, зато што воле живот и презиру смрт. Но видимо ли да нам смрт не гине, онда ћемо, тако ми Бога, побити све жене и децу па запалити све што имамо, и нећемо вам за плен оставити ниједног динара, ниједне драхме, ни једног човека нити жене да их у робље одведете. Потом ћемо уништити Свету стену, џамију Ал акса и многа друга светилишта, па побити оних пет хиљада муслиманских заробљеника што их држимо, те истребити све коње и марву. На крају ћемо изаћи напоље и борити се против вас као што се човек за голи живот бори. И нико од вас неће умрети пре него што убије неколико ваших. | ” |

Арапски извори кажу да Саладина нису дотакле претње, али да га је дирнуо жар саговорника. Саладин је одлучио да свако мора да плати откуп да би се ослободио, десет динара за мушкарце, пет за жене и један за децу.
У петак 2. октобра 1189. године Саладин је ушао у град. За разлику од уласка крсташа у Јерусалим, који је био обележен најсвирепијим крвопролићем, Саладин је поступио са много човечности. Покоља није било а пљачка је спречена на самом почетку. Муслиманске патроле патролирале су градом и спречавале су свако насиље и преступ. Део хришћанског становништва повукао се са нешто иметка у области које су још држали крсташи, у Тир, Триполис и Антиохију. Они који нису имали средства да се откупе продати су у ропству.